# Manuel J. Hartung
Manuel J. Hartung (* 16. September 1981 in Fritzlar) ist ein deutscher Journalist, Buchautor und Vorstandsvorsitzender der Zeit-Stiftung Ebelin und Gerd Bucerius.

## Leben

### Ausbildung
Nach seinem Abitur an der Jacob-Grimm-Schule Kassel und Zivildienst in Kassel absolvierte Manuel Hartung eine Journalisten-Ausbildung an der die Henri-Nannen-Schule in Hamburg und arbeitete ab 2004 als Redakteur bei der Wochenzeitung Die Zeit. Er studierte Geschichte, Staatsrecht und Psychologie an der Universität Bonn sowie der New York University und schloss als Magister Artium ab. Als McCloy-Scholar erwarb er zudem einen Master of Public Administration an der John F. Kennedy School of Government der Harvard University; in dieser Zeit war er auch Course Assistant des Politikwissenschaftlers Joseph Nye.

### Journalismus
Während seiner Studienzeit gründete Hartung gemeinsam mit Kommilitonen das Online-Magazin StreitBar und schrieb auf Spiegel Online über das Bonner Campusleben. Von der Erstausgabe im Oktober 2006 an baute Hartung als stellvertretender Chefredakteur das Magazin Zeit Campus mit auf; 2007 wurde er dessen Chefredakteur. Ab 2011 war er Geschäftsführer von Tempus Corporate (heute ein Teil von „Studio ZX“), einem Tochter-Unternehmen des Zeit-Verlags. Zwischen 2015 und 2019 leitete er das Bildungsressort „Chancen“ sowie von 2019 bis 2021 das Ressort „Wissen“ bei der ZEIT.
Für seine Arbeit als Journalist erhielt Hartung mehrere Auszeichnungen, darunter den Axel-Springer-Preis für junge Journalisten und das Arthur F. Burns Fellowship. Zeit Campus wurde als „Newcomer des Jahres“ mit einem silbernen Lead Award ausgezeichnet.
Neben seiner journalistischen Tätigkeit unterrichtete er an den Universitäten St. Gallen und Göttingen sowie an der Akademie der Bayerischen Presse in München. Seit 2018 lehrt er am Institut für Kultur- und Medienmanagement der Hochschule für Musik und Theater in Hamburg.

### Zivilgesellschaftliches Engagement
Während seiner Schulzeit engagierte sich Hartung in der Schülervertretung, der Schüler Union und in der Katholischen Kirche. Als Student war er Mitglied „Think Tank 30“ des Club of Rome. Er engagierte sich später im Hochschulrat der Hochschule Coburg, im Beirat von Common Purpose Deutschland und im Vorstand der Wertekommission. Seit 2017 gehört er dem Kuratorium der Bucerius Law School in Hamburg an.
2022 wurde er als Vorstandsvorsitzender der Zeit-Stiftung Ebelin und Gerd Bucerius bestellt. Seitdem ist er Vorsitzender des Aufsichtsrats der Bucerius Law School und des Kuratoriums des Bucerius Kunst Forums.

## Publikationen (Auswahl)
- Mit Christian Berg: Welt retten für Einsteiger. 30 Gründe für ein gutes Gewissen, München 2007, ISBN 978-3423246491
- Mit Thomas Kerstan (Hrsg.): Wissen to go: Ein Studium generale in 100 Begriffen, München 2011, ISBN 978-3492263993
- Mit Cosima Schmitt: Die netten Jahre sind vorbei. Schöner leben in der Dauerkrise, Frankfurt am Main 2010, ISBN 978-3593391311